# To Love and Be Loved (Album)
To Love and Be Loved ist ein Jazzalbum des Pianisten Harold Mabern. Die Auftritten im New Yorker Jazzclub Smoke folgenden Studiosessions entstanden am 17. April 2017 und erschienen im selben Jahr auf Smoke Sessions.

## Hintergrund
Sechs der zehn Stücke wurden vom Harold Mabern Quartett mit Eric Alexander (Tenorsaxophon), Nat Reeves (Bass) und Jimmy Cobb (Schlagzeug) gespielt. Bei drei der Tracks kam der Trompeter Freddie Hendrix hinzu, während beim Titelstück das Quartett um den Schlagzeuger Cyro Baptista erweitert wurde. Dat Dere wird allein von Mabern gespielt. Eric Alexander komponierte The Iron Man zu Ehren von Mabern; Freddie Hendrix arrangierte The Gigolo.

## Titelliste
- Harold Mabern: To Love and Be Loved (Smoke Sessions Records – SSR 1706)[1]
  1. To Love and Be Loved (Jimmy Van Heusen, Sammy Cahn) 5:38
  2. If There Is Someone Lovelier Than You (Arthur Schwartz, Howard Dietz) 5:22
  3. The Gigolo (Lee Morgan) 6:11
  4. Inner Glimpse (McCoy Tyner) 5:29
  5. My Funny Valentine (Richard Rodgers, Lorenz Hart) 6:44
  6. The Iron Man (Eric Alexander) 9:12
  7. So What (Miles Davis) 7:11
  8. I Get a Kick Out of You (Cole Porter) 6:57
  9. Dat Dere (Solo Piano) (Bobby Timmons) 5:29
  10. Hittin’ the Jug (Gene Ammons) 6:25

## Rezeption
Kevin Whitehead (National Public Radio) meinte, Harold Mabern habe als Pianist die Hälfte der Jazzgeschichte miterlebt und habe diese Geschichte unter den Fingern. „Er pusht weiter wie ein Schlagzeuger.“ Ihm zuzuhören sei so, „als würde man einem auffälligen Zauberer zuschauen, der immer etwas aus einer anderen Tasche zieht.“ So imposant er auch als Solist sei, er könne sich auch innerhalb des Ensembles selbst zurückhalten oder das Solo eines anderen unterstützen, wie zu hören in I Get a Kick Out of You. Mabern bleibe beschäftigt, ohne auf sich aufmerksam zu machen. Der Autor habt auch das Zusammenspiel mit Maberns Schützling Eric Alexander hervor, der das gleiche Timing, das gleiche Ohr für Harmonien und das tiefe Swing-Gefühl habe. Harold Mabern legt in der Ballade If There Is Someone Lovelier Than You von 1934 einen Teppich unter sein Solo.

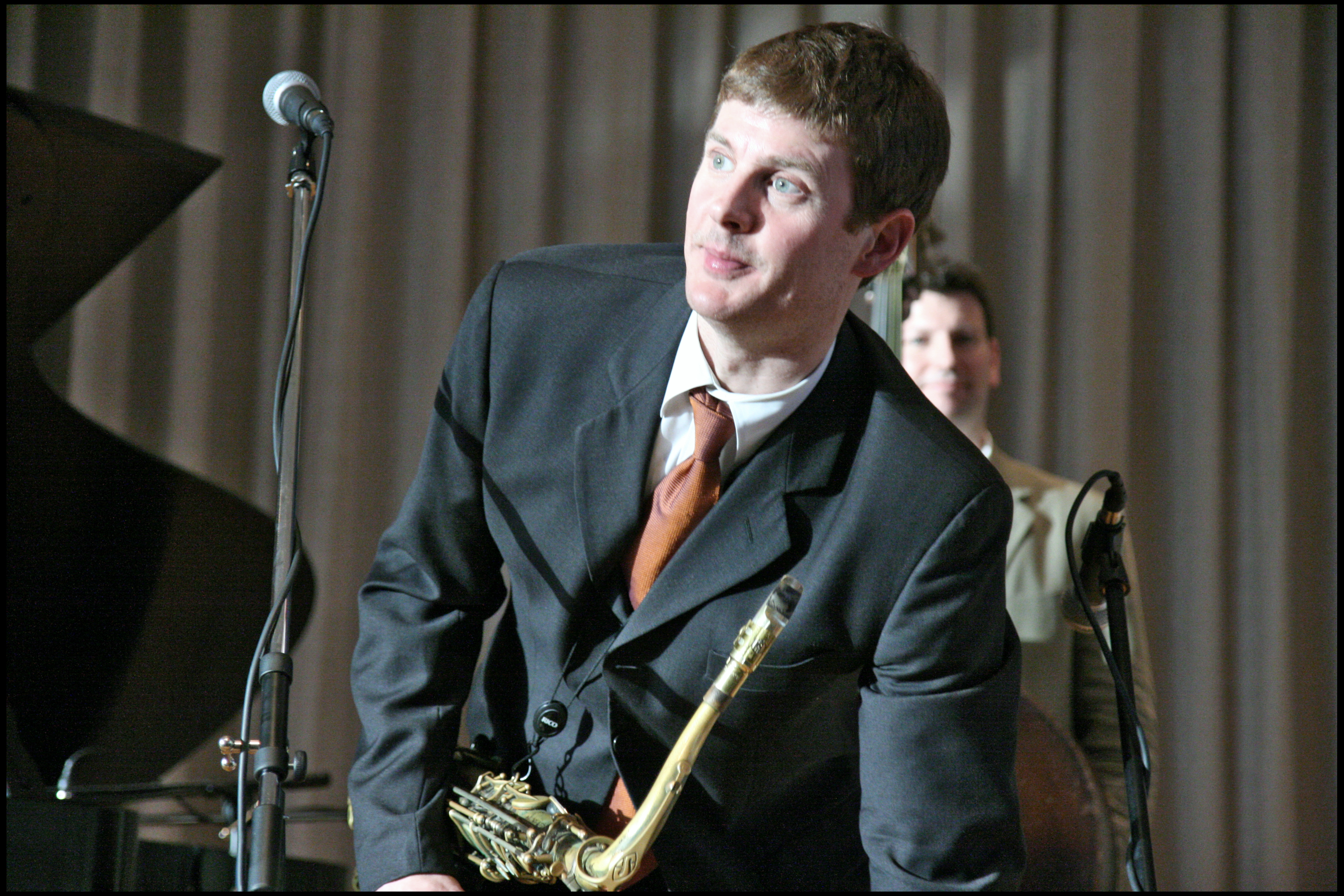
Eric Alexander

„Harold Mabern und Eric Alexander wissen, wie man eine Stimmung hält oder verändert, wenn das Scheinwerferlicht wechselt. Der Pianist und der Saxophonist teilen auch ein Bluesgefühl, das in den Jahren, die sie jeweils in Chicago verbracht haben, geschärft wurde.“ Auf Harold Maberns neuem Album würden die Spieler sogar Gold aus herausgehobenen Songs wie My Funny Valentine und So What ziehen, so das Resümee des Autors. „Aber sie treffen auch den Blues hart und werden dort niemals falsch liegen.“
Nach Ansicht von Thomas Conrad (JazzTimes) sei das To Love and Be Loved das ideale Album, wenn man gefragt wird „Ich würde mich gerne häher Jazz beschäftigen, aber ich weiß nicht, wo ich anfangen soll.“ Um Neulinge in die Kunstform einzuführen, brauche man Jazz, der real, aber zugänglich ist. „To Love and Be Loved ist hochkarätiger Jazz voller Lebendigkeit, der in der Tradition des modernen Mainstreams mit wenigen Eintrittsbarrieren zentriert ist.“ Mabern spiele mit seinen 81 Jahren meisterhaft Klavier; „sein Anschlag ist hart und sauber. Seine Soli sind alle ausgewogene, elegante, vollständige Formen, auch wenn er rast“ (wie in McCoy Tyners Inner Glimpse). Alexander arbeitete kraftvoll, in seiner Klarheit, mit klassischem Tenorsaxophon-Sound; er könne aber auch stählerne, unsentimentale Versionen von Schärfe beisteuern (wie in My Funny Valentine).
Jennifer Odell (Down Beat) lobte, „Hier wird der unschätzbar kraftvolle, bluesintensive Motor, der Maberns aufregendste Arbeit antreibt, durch die Beiträge seiner ehemaligen Schüler Eric Alexander (Tenorsaxophon) und Freddie Hendrix (Trompete) abwechselnd aufgewertet und ermutigt.“ Nach einem „etwas verschlafenen Start“ gehe es bei The Gigolo richtig zur Sache, als Freddie Hendrix, der diese Version arrangiert hat, „von einem warmen, rollenden Refrain zu einer knackigen und intensiven Darbietung des Solos übergeht.“ Aber das Album gipfele in der „rollenden, knallenden, ausgelassenen“ Solospiel Maberns mit Dat Dere. Obwohl er diesen Titel schon zuvor aufgeführt und aufgenommen habe, beeindrucke „der furchtlose melodische Zugriff des Pianisten auf die Tasten und das unerschütterlich beseelte Gefühl für den Blues“.